# Festival di Aldeburgh
Il Festival di Aldeburgh, nome ufficiale Aldeburgh Festival of Music and the Arts è un festival artistico inglese dedicato principalmente alla musica classica. Si svolge ogni giugno nella zona di Aldeburgh del Suffolk ed ha come sede la Snape Maltings Concert Hall.

## Storia del Festival di Aldeburgh
Il Festival fu fondato nel 1948 dal compositore Benjamin Britten, il cantante Peter Pears ed il librettista/produttore Eric Crozier. Il loro lavoro con l'English Opera Group (che avevano fondato con lo scenografo John Piper nel 1947) spesso li allontanò da casa ed è stato mentre erano in tour in Svizzera con Albert Herring e The Rape of Lucretia nell'agosto di quell'anno, che Peter Pears propose: "Perché non fare un nostro Festival? Un festival modesto con i concerti di alcuni nostri amici? Perché non fare un Festival di Aldeburgh?" L'English Opera Group avrebbe fornito un programma centrale di produzioni operistiche, ma la visione fu presto ampliata per includere letture di poesia, letteratura, teatro, conferenze e mostre d'arte. Il primo festival si tenne dal 5 al 13 giugno 1948 ed utilizzò la Jubilee Hall di Aldeburgh, non distante dalla casa di Britten in Crabbe Street, come sede principale, con spettacoli in altri luoghi come la Chiesa di San Pietro e Paolo di Aldeburgh del XV secolo: qui furono presentate una esecuzione di Albert Herring dell'English Opera Group, Saint Nicolas appena scritto di Britten ed esibizioni di Clifford Curzon e dello Zorian String Quartet.
Nel corso degli anni il festival crebbe ed creò altre sedi nelle vicine Orford, Blythburgh e Framlingham. Tuttavia la mancanza di una grande sede frenò l'ulteriore sviluppo del Festival fino a quando uno delle più grandi malterie della metà del XIX secolo nell'East Anglia, a Snape, un villaggio appena fuori Aldeburgh, non diventò disponibile. Britten, che aveva vissuto a Snape negli anni '30, ebbe la visione che la più grande fabbrica di malto avrebbe potuto essere convertita in una sala da concerto. La maggior parte del carattere originale dell'edificio, come i caratteristici sfiati quadrati del tetto della malteria, fu mantenuta. La nuova sala da concerto (Snape Maltings) fu inaugurata dalla Regina il 2 giugno 1967, all'inizio del ventesimo Festival di Aldeburgh.
Due anni dopo, la prima notte del Festival del 1969, la sala da concerto fu distrutta da un incendio. Rimaneva solo lo scheletro delle mura esterne. Per quell'anno il Festival fu spostato in altre sedi locali e solo uno spettacolo andò perso. L'anno successivo la sala era stata ricostruita e ancora una volta fu aperta alla presenza della Regina, questa volta all'inizio del Festival del 1970. La nuova sala concerti di Snape Maltings diventò il fulcro principale del Festival di Aldeburgh, sebbene le esibizioni continuassero a tenersi in tutte le sedi precedenti.
Per i primi sei anni del Festival di Aldeburgh i direttori artistici congiunti rimasero Britten, Pears e Crozier; nel 1955 Britten e Pears furono gli unici responsabili, poi l'anno successivo furono affiancati da Imogen Holst, che rimase membro della Direzione Artistica fino alla sua morte nel 1984. Dopo la morte di Britten nel 1976, la direzione artistica del Festival fu condivisa; molti musicisti di fama mondiale hanno fatto parte della squadra artistica, tra questi in varie occasioni Philip Ledger, Colin Graham, Steuart Bedford, Mstislav Rostropovich, Murray Perahia, Simon Rattle, John Shirley-Quirk e Oliver Knussen. Nel 1999 Thomas Adès fu nominato Direttore Artistico unico, dello stampo di Britten, compositore, solista, accompagnatore e direttore d'orchestra, affiancato nel 2004 dal compositore John Woolrich, prima come Direttore Artistico Ospite poi come Direttore Artistico Associato. Thomas Adès fu sostituito come Direttore artistico del Festival da Pierre-Laurent Aimard nel 2009.
Fin dall'inizio i Festival sono stati caratterizzati da una gamma musicale eclettica, dai classici, Bach, Haydn, Mozart, ai lavori contemporanei, commissionando in particolare giovani compositori. Nel 1982 l'archivista di Britten–Pears, Rosamund Strode, ha calcolato che il Festival aveva presentato fino a quella data nuovi lavori di oltre 75 compositori, con anteprime mondiali di 15 opere. I frequentatori di concerti vennero negli anni successivi per vedere nuove opere non solo dello stesso Britten, ma di compositori come Lennox Berkeley, Richard Rodney Bennett, Elliott Carter, Hans Werner Henze, Alfred Schnittke, Tōru Takemitsu, Michael Tippett, Mark-Anthony Turnage e Malcolm Williamson, molti dei quali andarono al Festival come compositori residenti. Successivamente i giovani compositori continuarono a essere incoraggiati con la fondazione del Concorso di Composizione Benjamin Britten, con cadenza biennale. Molti nuovi furono presentati sotto la direzione di Oliver Knussen, lui stesso un importante collaboratore dei nuovi lavori presentati al Festival.
Imogen Holst introdusse la prima musica corale e ben presto nel repertorio ci furono opere di compositori europei raramente ascoltati in Inghilterra, come Berg, Mahler, Schoenberg, Poulenc, Boulez e Webern. Successivamente, Copland, Dutilleux, Lutoslawski e Kodály sarebbero venuti al Festival. Al contrario, John Dankworth e Cleo Laine, Joyce Grenfell, Peggy Ashcroft e attori della Royal Shakespeare Company facevano apparizioni regolari; la Principessa Grace di Monaco venne a prendere parte a un recital di poesia. Sviatoslav Richter ha suonato per la Regina Elisabetta la regina madre.
Le dimensioni e la capienza della Concert Hall permisero al Festival di presentare per la prima volta orchestre su larga scala e per molti anni Simon Rattle portò la sua City of Birmingham Symphony Orchestra a Snape. C'era un forte legame con la musica russa: Rostropovich e Richter divennero frequenti visitatori e nel 1970 la 14ª sinfonia di Shostakovich, dedicata a Britten, fece il suo debutto al di fuori dell'Unione Sovietica alla Concert Hall.
Peter Pears, oltre al suo ruolo di direttore artistico congiunto, era anche un interprete regolare, spesso accompagnato da Britten e spesso si esibiva in un massimo di dieci concerti durante il Festival. Janet Baker, Julian Bream, Osian Ellis, Dietrich Fischer-Dieskau, John Shirley-Quirk e Robert Tear erano tra gli artisti regolari nei primi giorni, seguiti in seguito da Alfred Brendel, Ian Bostridge, Thomas Allen, Philip Langridge e Ann Murray.
La Concert Hall si dimostrò molto suscettibile di essere trasformata in un palcoscenico d'opera. The Royal Opera presentò Sogno di una notte di mezza estate nella prima stagione e il 16 giugno 1973, la prima esecuzione dell'ultima opera di Britten, Death in Venice, fu rappresentata alla Concert Hall, con Pears nel ruolo di Aschenbach. Nel 1976, in quello che sarebbe stato l'ultimo Festival di Britten, Janet Baker cantò la première della sua cantata drammatica Phaedra in un festival che includeva esibizioni di André Previn, Elisabeth Söderström, Sviatoslav Richter e l'intera famiglia Rostropovich.
Nel 1979 Rostropovich diresse la Britten-Pears School in una performance di Eugenio Onegin (con Pears come ospite nel ruolo di M. Triquet ed Eric Crozier come cameriere Guillot). Negli anni successivi la Scuola ha eseguito regolarmente un'opera durante il Festival.

## Il festival oggi
L'organizzazione responsabile della gestione del Festival di Aldeburgh ha cambiato nome in Aldeburgh Music nel 2006.
Thomas Adès è stato sostituito come direttore artistico del Festival da Pierre-Laurent Aimard nel 2009. Nel 2009, una suite di nuovi spazi a Snape Maltings, tra cui il Britten Studio dell'Hoffmann Building e il Jerwood Kiln Studio, è stata aperta con la prima performance di The Corridor di Harrison Birtwistle.
Il Festival del 2012 ebb Oliver Knussen come Artista in Residenza, e il programma tipicamente eclettico includeva nuove produzioni di Netia Jones di Where the Wild Things Are e Higglety Pigglety Pop! di Knussen, una serie di concerti che esploravano il lavoro di Helmut Lachenmann, vari recital di Menahem Pressler, Ian Bostridge, Peter Serkin, Miklós Perényi, Dezső Ránki e l'Arditti and Keller Quartets, la City of Birmingham Symphony Orchestra con la prima britannica di un'opera di Elliott Carter, nonché spettacoli drammatizzati con film al Leiston Long Shop Museum, la proiezione completa con accompagnamento dal vivo delle colonne sonore dei film di Britten degli anni '30, un'esibizione promenade dei libri di canzoni di John Cage nell'Hoffmann Building sotto la bandiera di #Faster than Sound, ed eventi della comunità all'aperto sulla spiaggia di Aldeburgh.
Il centenario della nascita di Britten si tenne tra novembre 2012 e novembre 2013 e il Festival del 2013, il 66°, ha visto una nuova produzione di Tim Albery dell'opera di Britten, Peter Grimes, le parabole di chiesa complete nella chiesa di Orford e nuove opere di Harrison Birtwistle, Wolfgang Rihm, Judith Weir, Magnus Lindberg e Richard Rodney Bennett.
Oltre al Festival annuale, Aldeburgh Music gestisce anche il Britten – Pears Young Artist Program (in precedenza Britten–Pears School for Advanced Musical Studies), Aldeburgh Residencies, un programma che offre formazione su misura e opportunità di sviluppo per artisti britannici e internazionali, l'Aldeburgh Young Musicians per giovani di eccezionale talento di età compresa tra gli 8 e i 18 anni, The Jerwood Opera Writing Program, per lo sviluppo di nuove opere, nonché un ampio programma educativo. I programmi di sviluppo degli artisti di Aldeburgh alimentano in modo rilevante il festival di giugno e altri eventi durante tutto l'anno.
Il Festival di Aldeburgh conserva un carattere unico, in gran parte dovuto alla sua posizione nel Suffolk rurale. Continua inoltre a sottolineare la presentazione di nuova musica, nuove interpretazioni e la riscoperta della musica dimenticata. Ha visto le prime di diverse opere di Britten (Sogno di una notte di mezza estate nel 1960; Death in Venice nel 1973) e anche Judy di Harrison Birtwistle nel 1968, The Io Passion nel 2004, The Corridor nel 2009 e The Cure nel 2015.
Il Festival di Aldeburgh ha sempre incluso le arti visive oltre alla musica e ogni anno vengono curate numerose mostre per accompagnare il programma musicale. Dal 2011 la principale mostra d'arte contemporanea è stata promossa con il titolo SNAP, in varie località del sito di Snape Maltings, organizzata da Abigail Lane. Nel 2012, tra gli artisti presenti figuravano Glenn Brown, May Cornet, Brian Eno, Ryan Gander, Maggi Hambling, Mark Limbrick, Emily Richardson e Gavin Turk.